# Chapeltown (West Yorkshire)
Chapeltown – dzielnica miasta Leeds, w Anglii, w West Yorkshire, w dystrykcie metropolitalnym Leeds. Dzielnica liczy 11 717 mieszkańców.